# András Kliment
András Kliment-Csabai (maďarsky Kliment-Csabai András; 1924 – 28. dubna 1984), chybně uváděný jako István Kliment, byl maďarský fotbalový útočník. V Československu působil jako repatriant po druhé světové válce.

## Hráčská kariéra
V maďarské lize hrál za Békéscsabu a Újpesti TE. V československé lize nastupoval za Jednotu Košice.

### Prvoligová bilance
| Ročník             | Zápasy | Góly | Minuty | Klub              |
| ------------------ | ------ | ---- | ------ | ----------------- |
| I. liga 1946/47    | –      | 0    | –      | ŠK Jednota Košice |
| CELKEM I. ČS. LIGA | –      | 0    | –      |                   |